# 사페라비

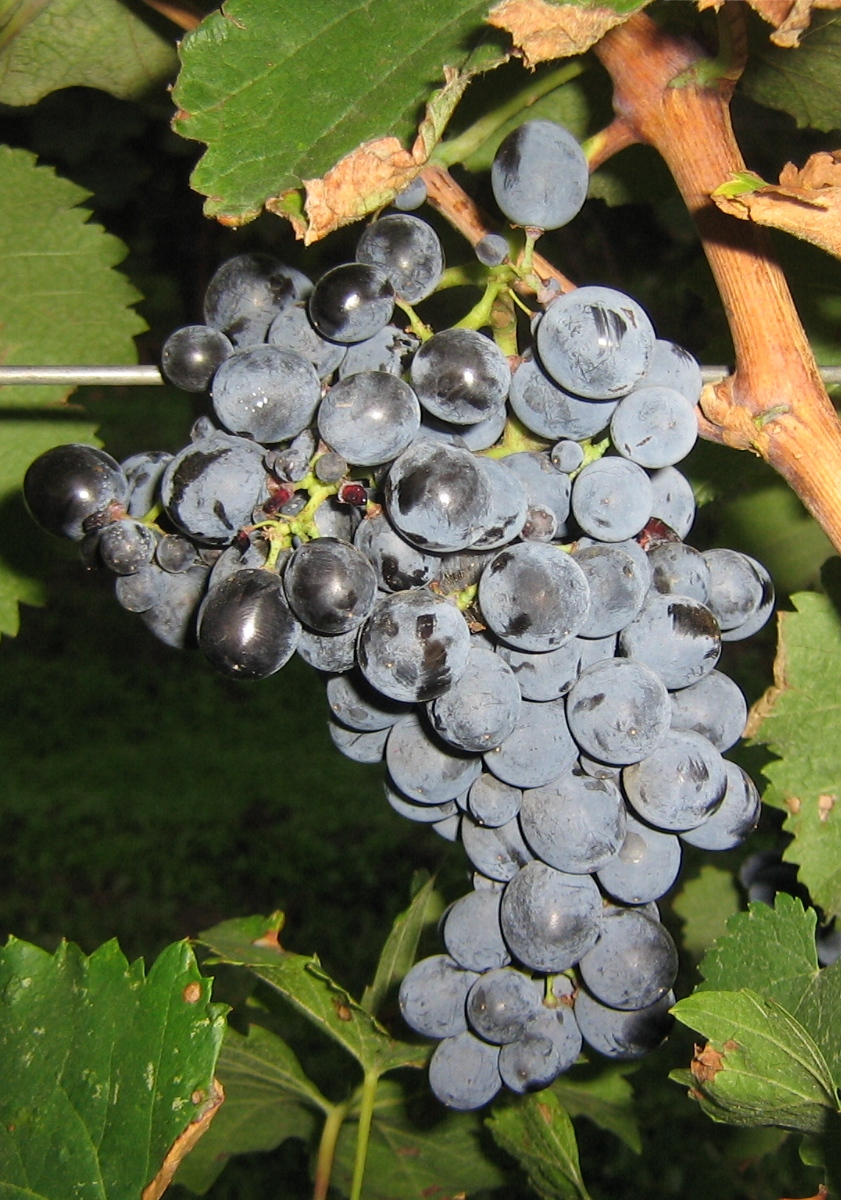
사페라비

사페라비(조지아어: საფერავი)는 조지아가 원산지인 포도 품종으로, 이 지역에서 가장 잘 알려진 포도주를 만드는 데 사용된다. 아르메니아, 몰도바, 우크라이나, 우즈베키스탄, 아제르바이잔에서도 소량으로 재배되고 있다. 잎은 3엽이고 크고 둥글다. 열매는 종류에 따라 중간에서 큰 것, 타원형, 둥글며 어둡고 푸른 빛을 띠고 얇은 껍질을 가지고 있다. 1886년부터 생산 된 것으로 알려져 있다.